# Aleta anal

(1) - opercle, (2) - línia lateral, (3) - aleta dorsal, (4) - aleta adiposa, (5) - peduncle caudal, (6) - aleta caudal, (7) - aleta anal, (8) - fotòfors, (9) - aletes pelvianes (per parells), (10) - aletes pectorals (per parells)

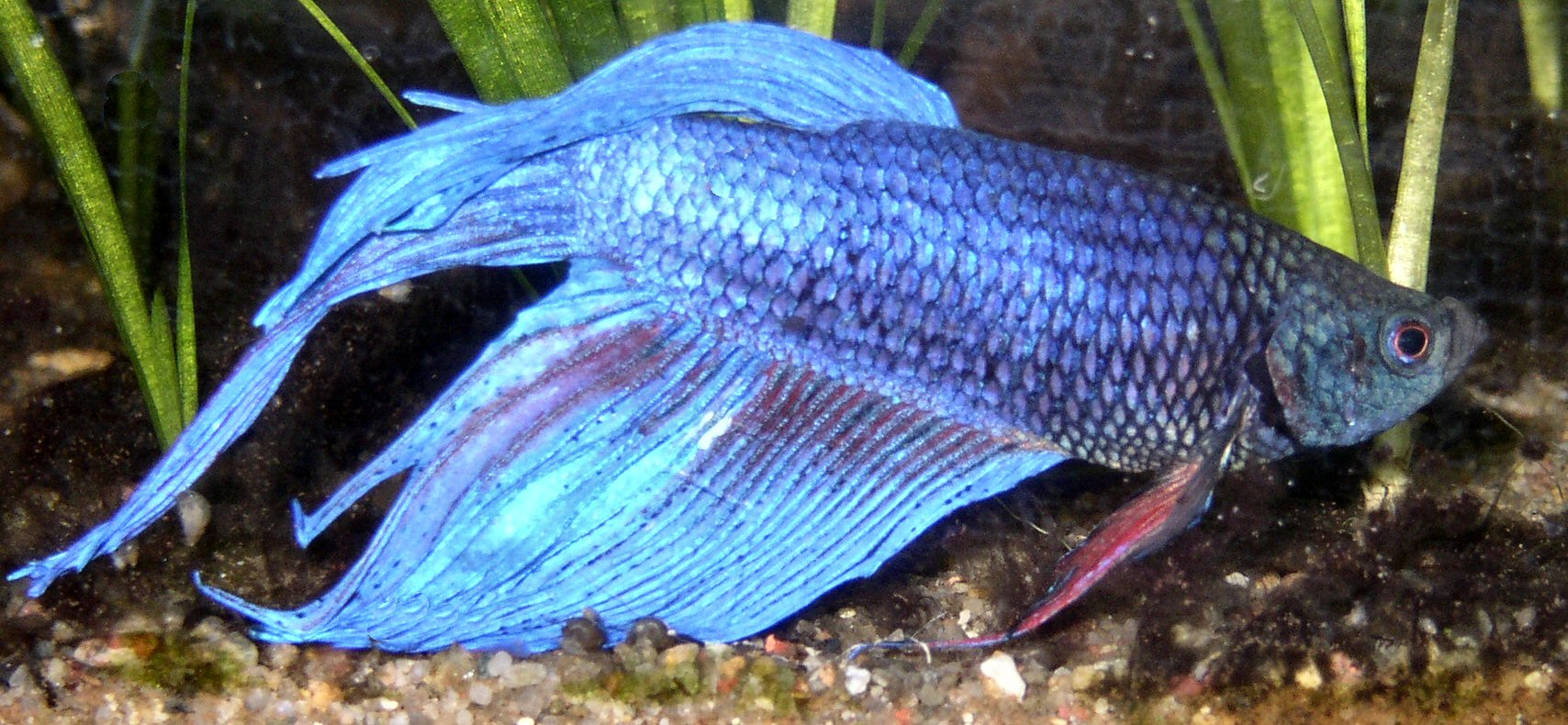
Un mascle de batallaire amb l'aleta anal molt desenvolupada.

Una aleta anal és una aleta imparella localitzada a la part posterior del cos d'un peix, entre l'anus i l'aleta caudal. És de tipus imparell perquè està situada sobre l'eix de simetria, i sol haver-n'hi només una; tot i així, algunes espècies (com alguns peixos d'aquari ornamentals) en tenen dues.
La seva funció és, com les quilles dels vaixells, la d'estabilitzar al peix mentre neda; també poden actuar com a "frens". En algunes varietats els és útil per impulsar-se i donar-se la mitja volta en espais reduïts. Tot i que sol ser petita, en algunes espècies pot arribar a ser molt evident.
A l'igual que les dorsals, poden dividir-se en diverses aletes, que estaran sostingudes sobre les apòfisis vertebrals mitjançant espines o radis articulats. En alguns casos sofreixen transformacions, algunes de les quals tenen significació sexual, com l'allargament d'alguns radis de l'aleta anal.